# Blaž Slišković
Blaž Slišković (Mostar, 30 maggio 1959) è un allenatore di calcio ed ex calciatore bosniaco, di ruolo centrocampista.

## Carriera

### Club

#### Giocatore
Ha incominciato a giocare a calcio a livello professionistico proprio nella squadra della sua città, il Velež Mostar, nella seconda metà degli anni settanta, mettendo a referto, in sei campionati, 121 presenze e 25 gol. Il 26 marzo 1980, a Mostar, la Nazionale olimpica del suo paese sconfigge l'Italia per 5-2 con una sua doppietta nelle qualificazioni per i giochi sovietici.
Nel 1981 viene acquistato dall'Hajduk Spalato, compagine in cui milita per cinque stagioni, registrando 101 presenze e 23 reti. Nel corso degli anni '80 abbandona la squadra per una stagione, per una fuga d'amore con una ginnasta della squadra olimpica sovietica. Poco dopo il suo rientro, sarà vittima di un gravissimo infortunio che gli farà perdere quasi un altro anno di attività. Nella stagione 1986-1987 viene ceduto ai francesi dell'Olympique Marsiglia, scendendo in campo in 29 partite e segnando 6 gol.
Successivamente la squadra italiana del Pescara si aggiudica le prestazioni del giocatore slavo, che quindi approda in riva all'Adriatico dove gioca una stagione insieme a Júnior, sotto la guida di Giovanni Galeone, segnando 8 gol in 23 partite. Dopo essere tornato in Francia, militando nel Lens, nel Mulhouse e nello Rennes, rientra nelle file del Pescara nella stagione 1992-1993, totalizzando 18 presenze ed un gol. Attivo fino al 1998, chiude la carriera da professionista nella sua terra, nella squadra del Zrinjski Mostar.

#### Allenatore
In seguito è diventato allenatore riuscendo ad arrivare alla carica di commissario tecnico della Nazionale della Bosnia ed Erzegovina carica dalla quale è stato esonerato il 4 novembre 2006.

## Statistiche

### Cronologia presenze e reti in nazionale
| Cronologia completa delle presenze e delle reti in nazionale ― Jugoslavia | Cronologia completa delle presenze e delle reti in nazionale ― Jugoslavia | Cronologia completa delle presenze e delle reti in nazionale ― Jugoslavia | Cronologia completa delle presenze e delle reti in nazionale ― Jugoslavia | Cronologia completa delle presenze e delle reti in nazionale ― Jugoslavia | Cronologia completa delle presenze e delle reti in nazionale ― Jugoslavia | Cronologia completa delle presenze e delle reti in nazionale ― Jugoslavia | Cronologia completa delle presenze e delle reti in nazionale ― Jugoslavia |
| Data                                                                      | Città                                                                     | In casa                                                                   | Risultato                                                                 | Ospiti                                                                    | Competizione                                                              | Reti                                                                      | Note                                                                      |
| ------------------------------------------------------------------------- | ------------------------------------------------------------------------- | ------------------------------------------------------------------------- | ------------------------------------------------------------------------- | ------------------------------------------------------------------------- | ------------------------------------------------------------------------- | ------------------------------------------------------------------------- | ------------------------------------------------------------------------- |
| 15-11-1978                                                                | Skopje                                                                    | Jugoslavia                                                                | 4 – 1                                                                     | Grecia                                                                    | Coppa dei Balcani                                                         | -                                                                         | 46’                                                                       |
| 13-6-1979                                                                 | Zagabria                                                                  | Jugoslavia                                                                | 4 – 1                                                                     | Italia                                                                    | Amichevole                                                                | -                                                                         |                                                                           |
| 16-9-1979                                                                 | Belgrado                                                                  | Jugoslavia                                                                | 4 – 2                                                                     | Argentina                                                                 | Amichevole                                                                | 1                                                                         |                                                                           |
| 10-10-1979                                                                | Valencia                                                                  | Spagna                                                                    | 0 – 1                                                                     | Jugoslavia                                                                | Qual. Euro 1980                                                           | -                                                                         | 82’                                                                       |
| 31-10-1979                                                                | Kosovska Mitrovica                                                        | Jugoslavia                                                                | 2 – 1                                                                     | Romania                                                                   | Qual. Euro 1980                                                           | 1                                                                         | 88’                                                                       |
| 14-11-1979                                                                | Novi Sad                                                                  | Jugoslavia                                                                | 5 – 0                                                                     | Cipro                                                                     | Qual. Euro 1980                                                           | -                                                                         | 17’                                                                       |
| 22-3-1980                                                                 | Sarajevo                                                                  | Jugoslavia                                                                | 2 – 1                                                                     | Uruguay                                                                   | Amichevole                                                                | -                                                                         |                                                                           |
| 25-3-1981                                                                 | Subotica                                                                  | Jugoslavia                                                                | 2 – 1                                                                     | Bulgaria                                                                  | Amichevole                                                                | 1                                                                         | 74’                                                                       |
| 29-4-1981                                                                 | Spalato                                                                   | Jugoslavia                                                                | 5 – 1                                                                     | Grecia                                                                    | Qual. Mondiali 1982                                                       | -                                                                         | 46’                                                                       |
| 1-6-1983                                                                  | Sarajevo                                                                  | Jugoslavia                                                                | 2 – 1                                                                     | Romania                                                                   | Amichevole                                                                | -                                                                         | 30’                                                                       |
| 12-10-1983                                                                | Belgrado                                                                  | Jugoslavia                                                                | 2 – 1                                                                     | Norvegia                                                                  | Qual. Euro 1984                                                           | -                                                                         | 88’                                                                       |
| 26-10-1983                                                                | Basilea                                                                   | Svizzera                                                                  | 2 – 0                                                                     | Jugoslavia                                                                | Amichevole                                                                | -                                                                         | 61’                                                                       |
| 12-9-1984                                                                 | Belgrado                                                                  | Scozia                                                                    | 6 – 1                                                                     | Jugoslavia                                                                | Amichevole                                                                | -                                                                         |                                                                           |
| 29-9-1984                                                                 | Belgrado                                                                  | Jugoslavia                                                                | 0 – 0                                                                     | Bulgaria                                                                  | Qual. Mondiali 1986                                                       | -                                                                         |                                                                           |
| 20-1-1985                                                                 | Kochi                                                                     | Iran                                                                      | 1 – 3                                                                     | Jugoslavia                                                                | Amichevole                                                                | -                                                                         |                                                                           |
| 25-1-1985                                                                 | Kochi                                                                     | Unione Sovietica                                                          | 1 – 2                                                                     | Jugoslavia                                                                | Amichevole                                                                | -                                                                         |                                                                           |
| 29-1-1985                                                                 | Kochi                                                                     | Cina                                                                      | 1 – 1                                                                     | Jugoslavia                                                                | Amichevole                                                                | -                                                                         | 65’                                                                       |
| 1-2-1985                                                                  | Kochi                                                                     | Corea del Sud                                                             | 1 – 3                                                                     | Jugoslavia                                                                | Amichevole                                                                | -                                                                         |                                                                           |
| 4-2-1985                                                                  | Kochi                                                                     | Unione Sovietica                                                          | 2 – 1                                                                     | Jugoslavia                                                                | Amichevole                                                                | -                                                                         |                                                                           |
| 27-3-1985                                                                 | Zenica                                                                    | Jugoslavia                                                                | 1 – 0                                                                     | Lussemburgo                                                               | Qual. Mondiali 1986                                                       | -                                                                         |                                                                           |
| 3-4-1985                                                                  | Sarajevo                                                                  | Jugoslavia                                                                | 0 – 0                                                                     | Francia                                                                   | Qual. Mondiali 1986                                                       | -                                                                         | 68’                                                                       |
| 16-11-1985                                                                | Parigi                                                                    | Francia                                                                   | 2 – 0                                                                     | Jugoslavia                                                                | Qual. Mondiali 1986                                                       | -                                                                         |                                                                           |
| 30-4-1986                                                                 | Recife                                                                    | Brasile                                                                   | 4 – 2                                                                     | Jugoslavia                                                                | Amichevole                                                                | -                                                                         | 46’                                                                       |
| 11-5-1986                                                                 | Bochum                                                                    | Germania Ovest                                                            | 1 – 1                                                                     | Jugoslavia                                                                | Amichevole                                                                | -                                                                         | 46’                                                                       |
| 19-5-1986                                                                 | Bruxelles                                                                 | Belgio                                                                    | 1 – 3                                                                     | Jugoslavia                                                                | Amichevole                                                                | -                                                                         | 80’                                                                       |
| 12-11-1986                                                                | Londra                                                                    | Inghilterra                                                               | 2 – 0                                                                     | Jugoslavia                                                                | Qual. Euro 1988                                                           | -                                                                         |                                                                           |
| Totale                                                                    |                                                                           | Presenze                                                                  | 26                                                                        |                                                                           | Reti                                                                      | 3                                                                         |                                                                           |

## Palmarès

### Giocatore

#### Club

##### Competizioni nazionali
- Coppa di Jugoslavia: 2

Velež Mostar: 1980-1981
Hajduk Spalato: 1983-1984

##### Competizioni internazionali
- Coppa dei Balcani per club: 1

Velež Mostar: 1980

#### Nazionale
- Campionato d'Europa Under-21: 1

1978
- Giochi del Mediterraneo: 1

 Spalato 1979

#### Individuale
- Calciatore jugoslavo dell'anno: 1

1985

### Allenatore
- Campionato bosniaco: 2

Zrinjski Mostar: 2016-2017, 2017-2018